# Šarišské Dravce
Šarišské Dravce é um município da Eslováquia, situado no distrito de Sabinov, na região de Prešov. Tem 9,93 km² de área e sua população em 2018 foi estimada em 1.189 habitantes.

## Demografia
| Ano:        | 1994 | 2004   | 2014   | 2024   |
| ----------- | ---- | ------ | ------ | ------ |
| Broj ljudi: | 1210 | 1244   | 1224   | 1245   |
| Razlika:    |      | +2,80% | -1,60% | +1,71% |

| Ano:               | 2023 | 2024   |
| ------------------ | ---- | ------ |
| Número de pessoas: | 1237 | 1245   |
| Diferença:         |      | +0,64% |